# 乌特勒梅库尔
乌特勒梅库尔（法語：Outremécourt，法語發音：[utʁəmekuʁ]）是法国上马恩省的一个市镇，属于肖蒙区。

## 地理
乌特勒梅库尔（48°13'22"N, 5°41'2"E）面积9.1 平方千米，位于法国大東部大區上马恩省，该省份为法国东北部内陆省份，北起马恩省和默兹省，西接奥布省，西南接科多尔省，东南接上索恩省，东临孚日省。
与乌特勒梅库尔接壤的市镇（或旧市镇、城区）包括：梅东维尔、萨尔特、索姆雷库尔、穆宗河畔苏洛库尔、沃德勒库尔、让德勒维尔、默兹河和穆宗河间布尔蒙。

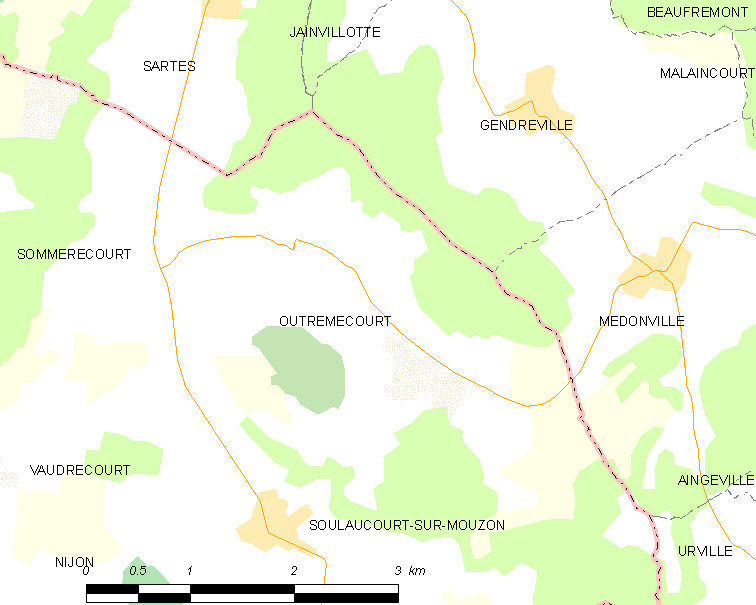
乌特勒梅库尔的OSM定位图

乌特勒梅库尔的时区为UTC+01:00、UTC+02:00（夏令时）。

## 行政
乌特勒梅库尔的邮政编码为52150，INSEE市镇编码为52372。

## 政治
乌特勒梅库尔所属的省级选区为普瓦松县。

## 人口

1962-2008年间乌特勒梅库尔人口变化图示

乌特勒梅库尔于2022年1月1日时的人口数量为78人。